# Sapé jezik
Sapé jezik (caliana, chirichano, kaliána, kariana; ISO 639-3: spc) je gotovo izumrli jezik Indijanaca Kaliána kojim još govori svega pet ljudi od 25 ili manje etničkih (1977 E. Migliazza) koji žive u tri sela na rijekama Paragua i Caroni u Venezueli.
Prema ranijoj klasifikaciji jezik je činio samostalnu porodicu kaliana, a danas se povezuje s jezikom arutani ili auaké u širu porodicu arutani-sape. Greenberg ga klasificira u veliku porodicu makro-tukano.
Danas su u upotrebi i pemon [aoc] dijalekt arecuna, Arutani [atx] ili ninam [shb] i prijeti mu izumiranje.

## Vanjske poveznice
- Ethnologue (14th)
- Ethnologue (15th)